# La bruja (telenovela de 1982)
La bruja es una telenovela venezolana realizada por Venevisión en 1982. Su reparto estuvo constituido por Flor Núñez, Daniel Lugo, Fernando Flores y Rubens de Falco.

## Trama
La acción transcurre en el pueblo de San Fernando de la frontera entre Venezuela y Brasil. La trama nos relata la historia de Lucía (Flor Núñez), una joven cuyo pasado, desconocido por todos los habitantes del pueblo, la rodea de una nube misteriosa. Esto hace que la cataloguen de bruja, motivo por el cual la familia insiste en mantenerla alejada de todo contacto humano. Por otra parte, la historia revela la existencia de Hernán Fonseca y Venancio Do Santos, que son los dos terratenientes del pueblo. Cada uno es dueño de buena parte de éste, por lo que se dice que el pueblo está dividido en dos mitades, una de Hernán y la otra de Venacio. Entre Hernán y Venacio existe una lucha a muerte por el dominio del pueblo, lucha que comenzó a gestarse por una mujer: Marcela Carrao. Todo comenzó cuando Marcela, dejó a Hernán Fonseca por Venancio Do Santos. La historia comienza el día que llega al pueblo Juan Manuel Fonseca. Ese día, Lucía va a ser quemada por el pueblo que la acusa de bruja. Lucía es salvada por Venancio Do Santos, quien le ordena que se vaya a vivir a su casa. Lucía vuelve a encontrarse con Juan Manuel y es así como descubren el gran amor que siempre había existido entre ellos. Venancio, mientras tanto, obliga a Lucía a casarse con él y al enterarse de las antiguas relaciones que ésta había tenido con Juan Manuel, hace desatar nuevamente la guerra entre las familias Fonseca y Do Santos. 

## Elenco
- Flor Núñez- Lucia Do Santos
- Daniel Lugo- Juan Manuel Fonseca
- Rubens de Falco † - Venancio Do Santos
- Marita Capote- Cruz María
- Martha Carbillo - Yaya
- Elisa Escámez
- Elena Farías †
- Fernando Flores † - Hernán Fonseca
- Nury Flores - Brigida
- Juan Frankis † - Ezequiel
- Chela D'Gar †
- Gustavo González
- Roberto Grey
- Ramón Hinojosa - Orinoco
- Esperanza Magaz † - Perfecta
- Yolanda Méndez †
- Betty Ruth
- Omar Omaña - Genaro Palomino
- Esther Orjuela †
- Manuel Poblete - Ernesto†
- Cristina Reyes
- Marcelo Romo - Reinaldo†
- Carlos Subero  †
- Virginia Urdaneta (actriz)

y la primera actriz
- Reneé de Pallás † Mística Rincones

También Actúan
- Mariela Alcalá
- Rafael Gómez  - Caralampio †
- Sandra Bruzón
- Mauricio González - Damián
- Luis Aular
- Gisvel Ascanio
- Darcy D'Jesús